# Проти льоду
«Проти льоду» (англ. Against the Ice) — історичний дансько-ісландський фільм про виживання 2022 року режисера Петера Флінта, заснований на реальній історії, описаній у романі «Двоє проти льоду» Ейнара Міккельсена. Прем'єра фільму відбулася 15 лютого 2022 року на 72-му Берлінському міжнародному кінофестивалі.

## Сюжет
У 1909 році данська експедиція на шлюпі «Алабама» вирушає з Копенгагена до Східної Гренладії в пошуках останків загиблої експедиції Людвіга Мюліус-Еріксена. 27 серпня експедиції вдалося досягти узбережжя Гренландії. На дальші пошуки щоденникових записів і карт раніше зниклої експедиції вирушають двоє учасників експедиції — досвідчений капітан корабля Ейнар Міккельсен (Ніколай Костер-Вальдау) та механік Івер Іверсен (Джо Коул), який, незважаючи на відсутність досвіду, як доброволець бере участь у небезпечному поході. Сміливці на двох собачих за́прягах намагаються перетнути Гренландію для підтвердження її територіальної цілісності. Ці матеріали доведуть, що США не можуть висувати претензії на землі Гренландії.

## Ролі виконують
- Ніколай Костер-Вальдау — капітан Ейнар Міккельсен
- Джо Коул — Івер Іверсен[da]
- Чарльз Денс — міністр Нільс Неєргард
- Гейда Рід — Ная Гольм
- Гіслі Орн Гардарссон — Крістіан Герман Йоргенсен
- Едвард Спелірс — Ганс Петер Олсен

## Навколо фільму
- Фільм заснований на реальних подіях справжньої данської експедиції Ейнара Міккельсена 1906—1908 років на шлюпі «Алабама», яку організовали, аби довести, що Гренландія є одним островом (що заперечували США). [1]
- Фільмування відбувалося в Ісландії та Гренландії.